# 短鬚剛果鰍鯰
短鬚剛果鰍鯰，為輻鰭魚綱鯰形目平鰭鮠科的其中一種，為熱帶淡水魚，分布於非洲Lukuga河至Kisimba-Kilia河流域，體長可達14.1公分，棲息在水流快速、岩石底質底層水域，生活習性不明。